# 幼子イエスに注ぐ20の眼差し
『幼子イエスに注ぐ20の眼差し』（おさなごいえすにそそぐ20のまなざし、仏:  Vingt Regards sur l’Enfant-Jésus ）は、フランスの作曲家オリヴィエ・メシアンが1944年に作曲した独奏ピアノのための組曲。
演奏時間2時間を超える大曲であり、前年に作曲された2台のピアノのための『アーメンの幻影』と同じく、カトリック神秘主義的題材に基づいている。この曲を献呈されたピアニスト、イヴォンヌ・ロリオによって1945年3月26日にパリのサル・ガヴォ（Salle Gaveau）において初演された。

## 概要
全20曲から構成され、「神の主題」、「星と十字架の主題（イエスの生涯の始まりと終わりを示す）」、「和音の主題」など、複数の主題が循環して使用されている。「移調の限られた旋法」、「逆行不能のリズム」、「非シンメトリックな展開」、鳥の歌など、メシアン特有の作曲技法が随所に盛り込まれている。。

## 演奏時間
約2時間10分、

## 構成
1. 父の眼差し
「神の主題」が提示される。
2. 星の眼差し
「恩寵の衝撃」を表す打撃の後、「星と十字架の主題」が提示される。
3. 交換
4. 聖母の眼差し
5. 子を見つめる子の眼差し
6. それに全ては成されたり
7. 十字架の眼差し
8. 高き御空の眼差し
ヒバリやウグイス、黒ツグミ、ヒワなどの鳥の歌声に終始する。
9. 時の眼差し
10. 喜びの聖霊の眼差し
長大な難曲。低音域で奏される東洋風舞曲と「喜びの主題」を中心に熱狂的な音楽が展開される。
11. 聖母の初聖体
12. 全能の言葉
13. 降誕祭
14. 天使たちの眼差し
15. 幼子イエスの接吻
16. 予言者たち、羊飼いたちと博士たちの眼差し
「博士」は、いわゆる「東方の三博士」である。異国風の音楽が奏でられる。
17. 沈黙の眼差し
18. 恐るべき感動の眼差し
19. 我は眠っているが、私の魂はめざめている
20. 愛の教会の眼差し